# Nepomucen Wieczorek
Nepomucen Wieczorek (ur. 13 maja 1889 w Podrzewiu, zm. 21 sierpnia 1920) – chorąży piechoty Wojska Polskiego, kawaler Orderu Virtuti Militari.

## Życiorys
Syn Marcina i Marianny z domu Skorucka. Uczęszczał do szkoły powszechnej, a po jej ukończeniu uczył się na organistę. W 1914 otrzymał powołanie do służby w armii niemieckiej w której szeregach walczył na froncie I wojny światowej. W listopadzie 1918 powrócił do domu.
27 grudnia wstąpił do oddziałów powstańczych w Poznaniu i w ich szeregach uczestniczył podczas walk na ulicach miasta oraz w ataku na koszary w których stacjonował 6 pułk grenadierów. Po otrzymaniu awansu na stopień chorążego brał udział podczas walk pod Nakłem. 7 lutego 1919 kiedy nieprzyjaciel zaciekle bronił swoich pozycji, a atak powstańców zaczął słabnąć, wówczas chorąży Wieczorek znajdujący się na lewym skrzydle kompanii poderwał ją do ataku na pozycje wojsk przeciwnika. Za męstwo został wyróżniony Krzyżem Srebrnym Orderu Virtuti Militari.
Podczas wojny polsko-bolszewickiej walczył w szeregach 68 pułku piechoty. W dniu 19 sierpnia 1920 podczas walk został ciężko ranny. Po przewiezieniu do szpitala pomimo udzielonej pomocy zmarł.

## Ordery i odznaczenia
- Krzyż Srebrny Orderu Virtuti Militari (nr 4767)[3]